# Québriac
Québriac (bretonisch: Kevrieg; Gallo: Cóberiac) ist eine französische Gemeinde mit 1.590 Einwohnern (Stand: 1. Januar 2022) im Département Ille-et-Vilaine in der Region Bretagne; sie gehört zum Arrondissement Saint-Malo und zum Kanton Combourg. Die Einwohner werden Québriacois genannt.

## Geographie
Québriac liegt etwa 28 Kilometer nordnordwestlich von Rennes am Canal d’Ille-et-Rance und dem parallel verlaufenden Flüsschen Donac. Umgeben wird Québriac von den Nachbargemeinden La Chapelle-aux-Filtzméens im Norden, Combourg im Nordosten, Dingé im Osten, Tinténiac im Süden sowie Saint-Domineuc im Westen.

## Bevölkerungsentwicklung
| Jahr                       | 1962 | 1968 | 1975 | 1982 | 1990 | 1999 | 2006 | 2013 | 2020 |
| Einwohner                  | 822  | 794  | 686  | 837  | 888  | 1040 | 1336 | 1553 | 1581 |
| Quellen: Cassini und INSEE |      |      |      |      |      |      |      |      |      |

## Sehenswürdigkeiten
- Kirche Saint-Pierre aus dem 12./13. Jahrhundert
- Schloss Québriac, Ende des 19. Jahrhunderts erbaut
- Herrenhaus La Motte
- Wallburg von Tremagouët

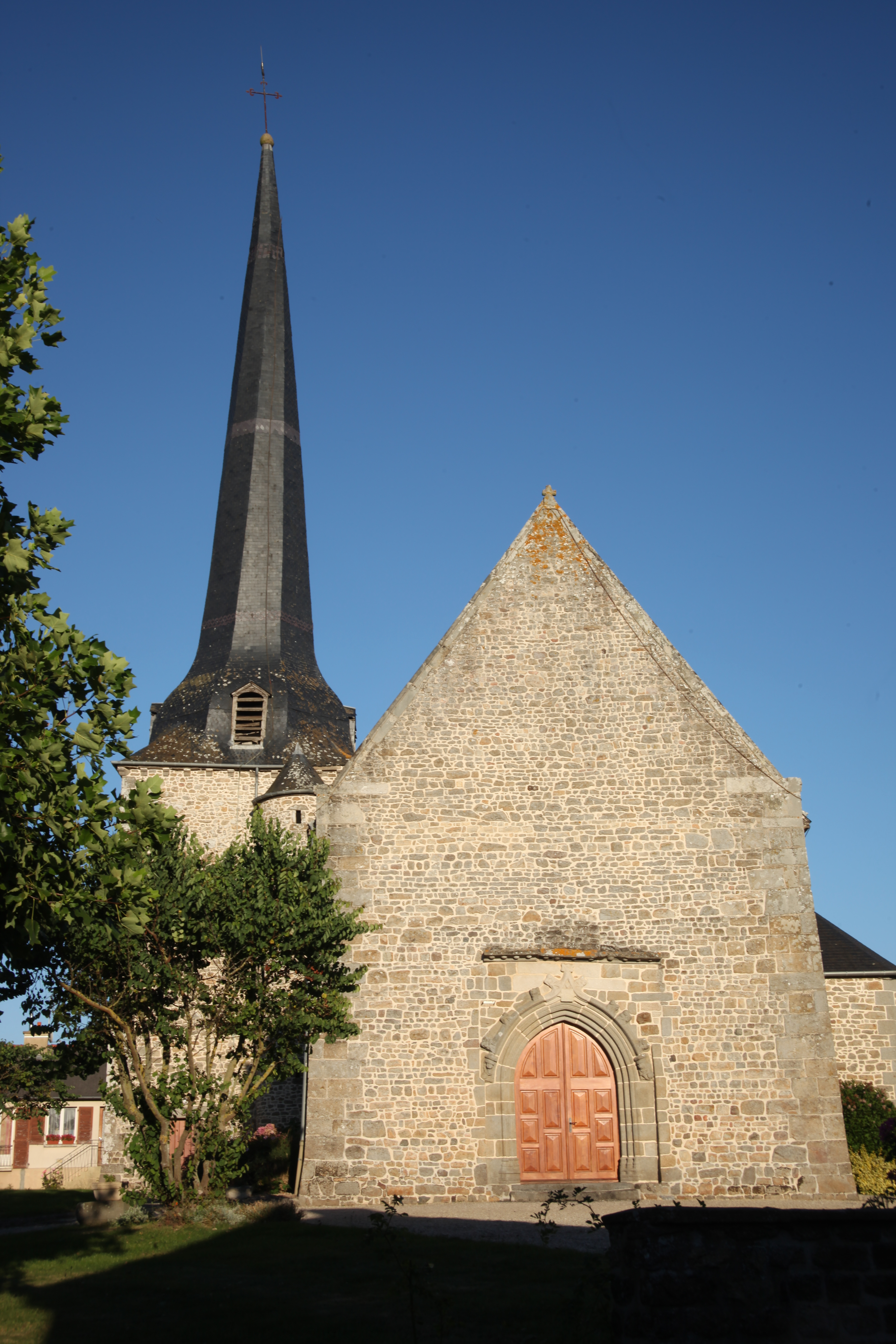
Kirche Saint-Pierre
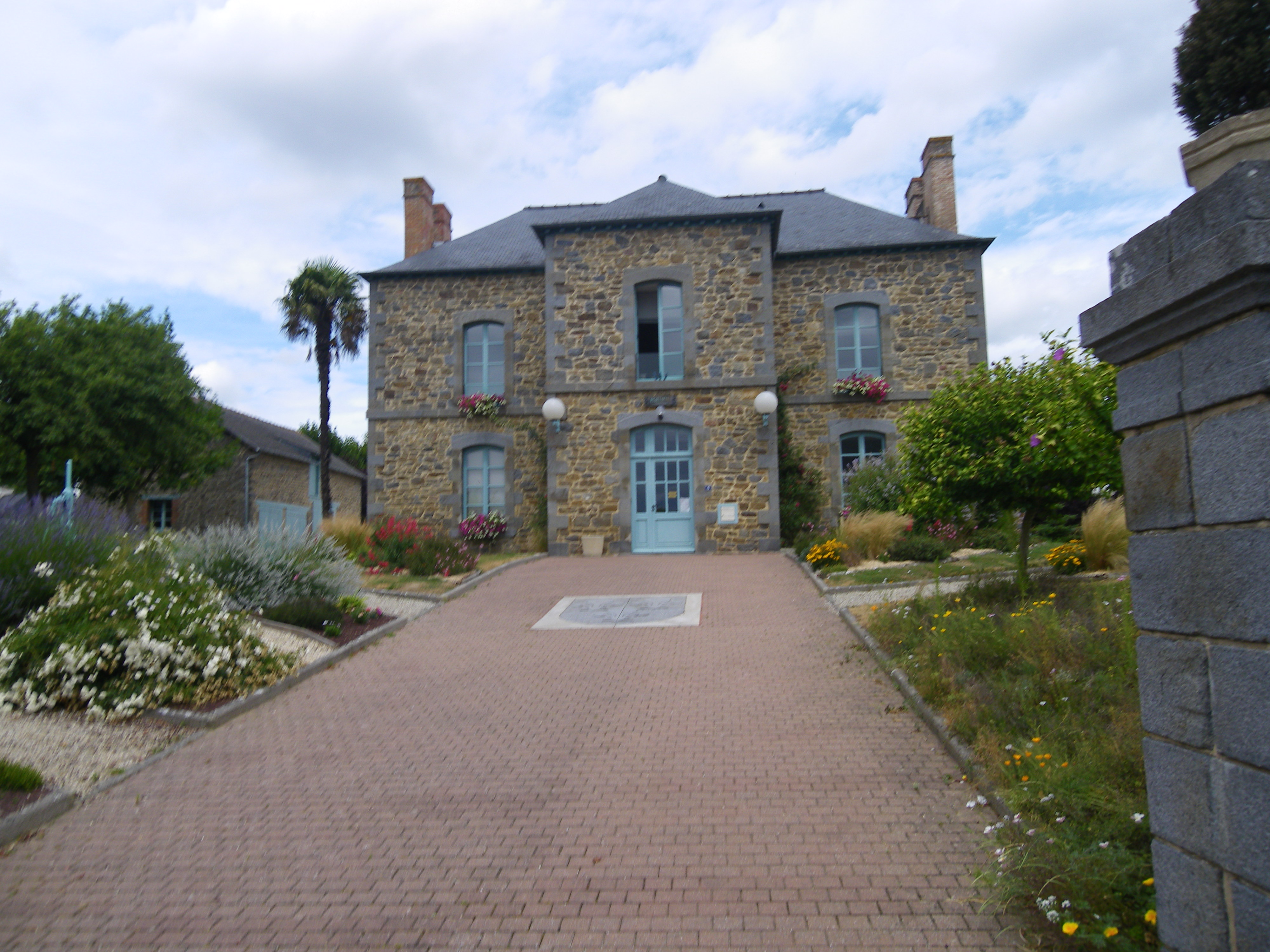
Rathaus
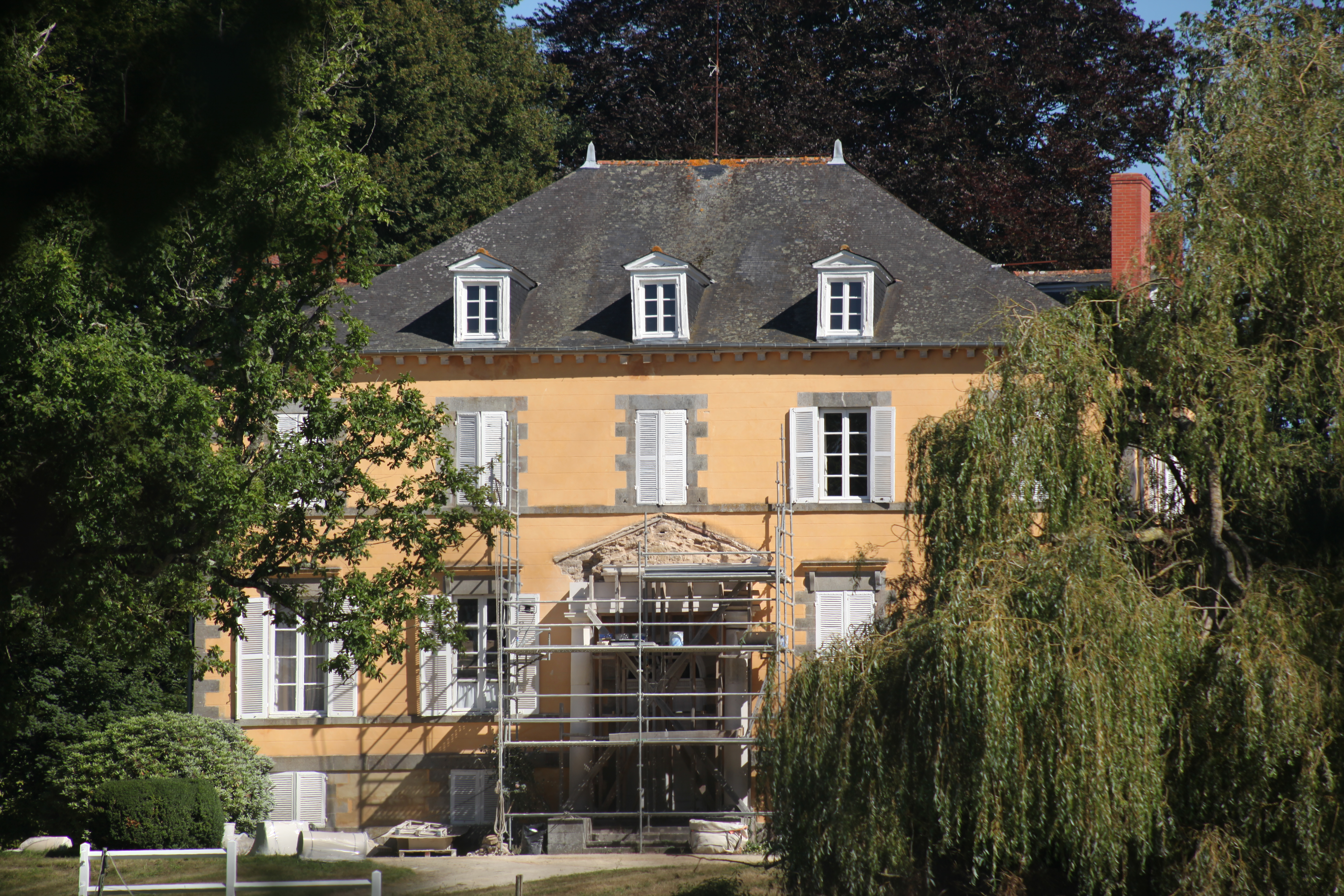
Schloss Québriac
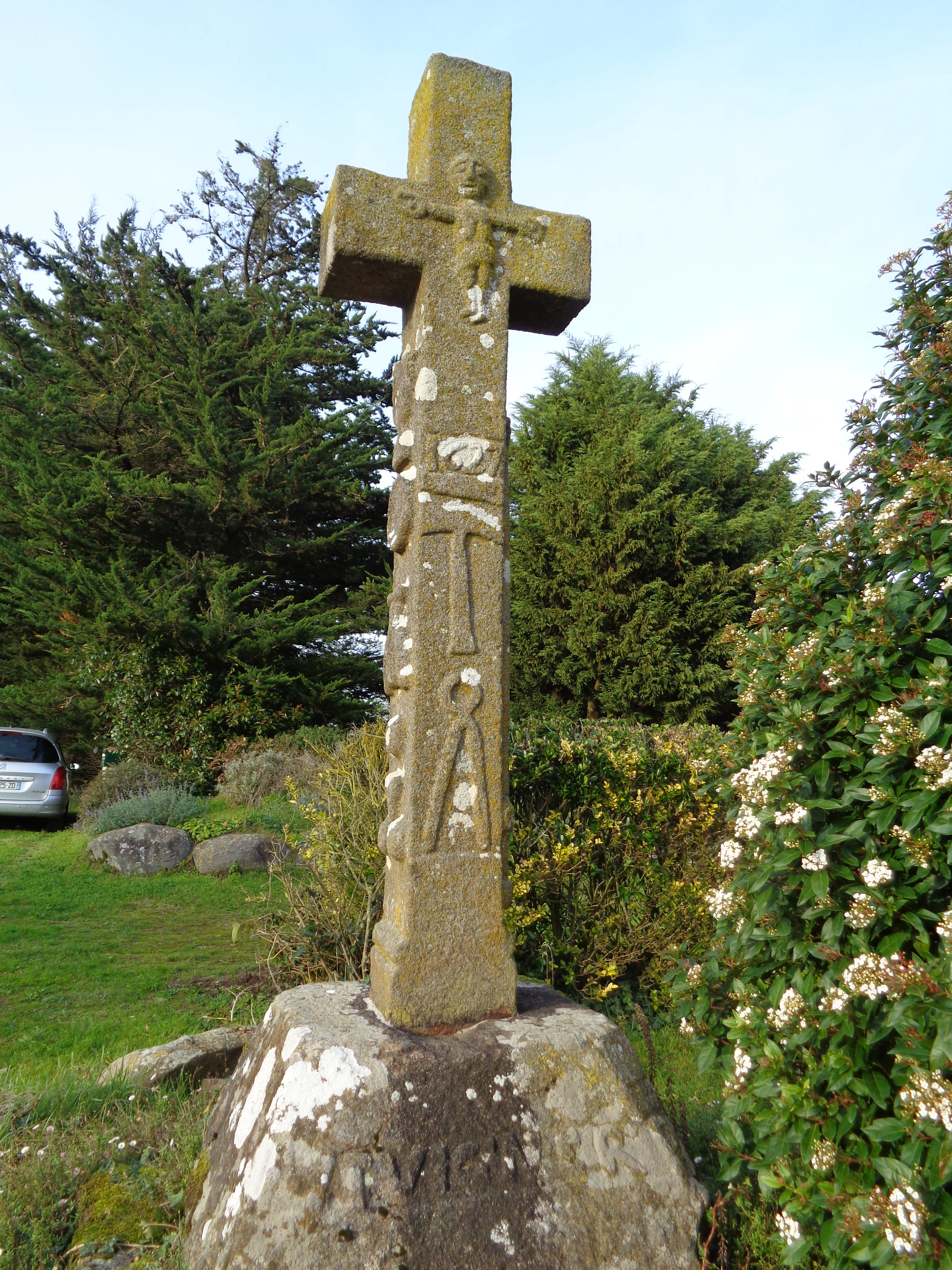
Arma-Christi-Kreuz
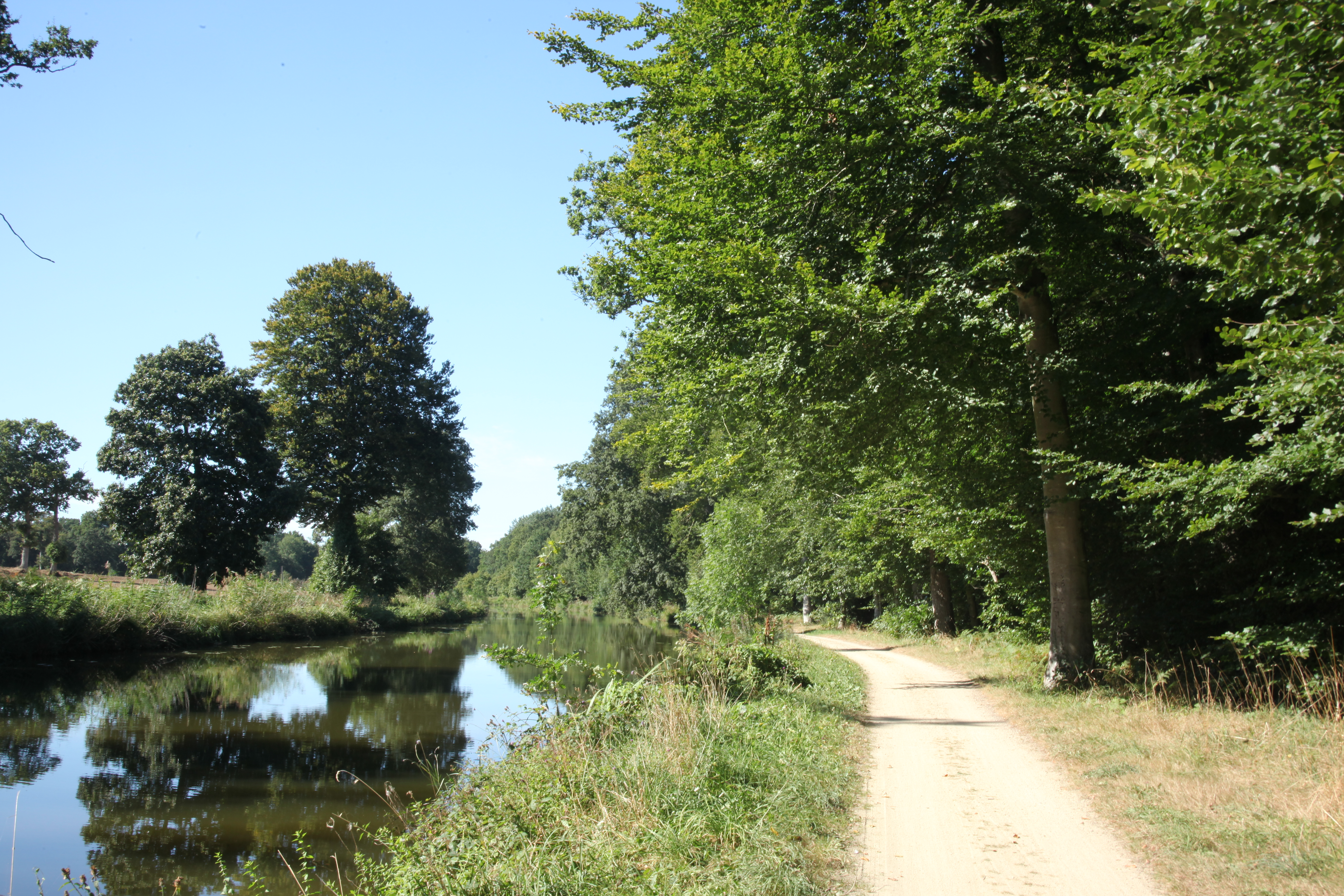
Ufer des Canal d’Ille-et-Rance